# تابستان ۱۹۹۳
تابستان ۱۹۹۳ (اسپانیایی: Estiu 1993‎) یک فیلم درام به کارگردانی کارلا سیمون است که در سال ۲۰۱۷ منتشر شد. این فیلم در شصت و هفتمین جشنواره بین‌المللی فیلم برلین به نمایش درآمد و برندهٔ جایزه‌ای شد. این فیلم همچنین نمایندهٔ اسپانیا برای شرکت در نودمین دوره جوایز اسکار جهت رقابت در بخش جایزه اسکار بهترین فیلم بین‌المللی بود که به فهرست نهایی راه نیافت.

## بازیگران
- لائیا زامورا
- پائولا بلانکو
- اتنا کامپیو
- برونا کوزی
- ژُردی فیگوئراس
- داوید بِرداگر